# Baylor County
Baylor County je okres ve státě Texas v USA. Žije zde přibližně 3 500 obyvatel. Správním městem okresu je Seymour. Celková rozloha okresu činí 2 334 km².